# Gestippelde dieseltreinworm
De gestippelde dieseltreinworm (Phyllodoce mucosa) is een borstelworm uit de familie Phyllodocidae. De wetenschappelijke naam werd in 1843 gepubliceerd door de Deens bioloog Anders Sandøe Ørsted. Deze soort wordt gevonden in de intergetijdengebieden van zowel de Grote als de Atlantische Oceaan, meestal op zandige of modderige bodems.

## Beschrijving
De gestippelde dieseltreinworm is een lange en slanke borstelworm die kan uitgroeien tot een maximale lengte van ongeveer 15 cm en ongeveer 275 segmenten. De kop en het eerste segment (alleen van onderaf zichtbaar) zijn donker gekleurd, met wat geel pigment aan de achterkant van het hoofd en de voorkant van het tweede segment. De volgende twee segmenten zijn kleurloos, en de overige segmenten hebben dorsaal een grote donkere vlek die tot voorbij de segmentgrens reikt (elk segment heeft tegen de achterrand een grote vlek, en tegen de voorrand een veel kleinere). In het achterste deel van het dier hebben deze de neiging om samen te smelten tot een doorlopende donkere band. Daarnaast draagt elk segment aan beide zijkanten een kleinere vlek die bruin of geel kan zijn. De buikzijde is ook donker gevlekt, maar minder duidelijk.
Net als andere leden van zijn familie heeft P. mucosa een uitstulpbare farynx die wordt gebruikt om prooien te vangen of voedselfragmenten op te slokken. Het dier heeft geen kaken. De kop draagt een paar antennes aan de voorkant, een centrale antenne die de "nuchal papilla" wordt genoemd, een paar ogen en een paar palpen eronder. Het lichaam heeft zowel dorsaal als ventraal vertakte cirri, waarvan de dorsale de grootste zijn.

## Verspreiding
Deze soort wordt soms verward met Phyllodoce maculata, dus het precieze bereik is onduidelijk, maar hij is aanwezig in de Noordelijke IJszee, de Noord-Pacifische Oceaan, de Noord-Atlantische Oceaan, de Golf van Mexico, de Noordzee, de Middellandse Zee en de Zwarte Zee. Hij leeft in het intergetijdengebied op zand en slikken, stenen en grind, op een diepte tot ongeveer 20 meter.

## Biologie
P. mucosa is een aaseter. Wanneer modder- en zandplaten bij afgaand tij 's nachts worden blootgelegd, komen de wormen uit het sediment en bewegen ze zich snel naar enig dood dier, zoals een weekdier, krab of worm, dat op de drooggevallen zeebodem ligt. Ze kunnen een karkas detecteren vanaf 15 meter of meer. Terwijl een worm kruipt laat hij een slijmspoor achter, en andere wormen worden hierdoor geleid en vormen zo "wegen" terwijl ze zich ook naar het karkas verplaatsen. Daar zuigen de wormen aan het dode weefsel en kunnen hun lichaamsgewicht met een derde verhogen voordat ze zich terugtrekken in het sediment.
In het voortplantingsseizoen, aan het eind van de winter, vormen zich in het water zwermen van geslachtsrijpe dieren aan de oppervlakte. Vrouwtjes produceren geleiachtige eipakketen die meer dan 10.000 eieren bevatten en die worden vastgemaakt aan de thalli van zeewieren. De zich ontwikkelende larven doorlopen een of twee trochophora-stadia en twee verdere metatrochophora-stadia voordat ze zich op de zeebodem vestigen als larven met vijf tot negen segmenten. Het larve-stadium duurt tot ongeveer negen weken.